# Vy-lès-Lure
 Vy-lès-Lure  es una población y comuna francesa, situada en la región de Franco Condado, departamento de Alto Saona, en el distrito de Lure y cantón de Lure-Sud.

## Demografía
| 501 | 514 | 437 | 514 | 544 | 555 |
| Para los censos de 1962 a 1999 la población legal corresponde a la población sin duplicidades (Fuente: INSEE [Consultar]) |     |     |     |     |     |